# Clitoria tunuhiensis
Clitoria tunuhiensis är en ärtväxtart som beskrevs av Paul R. Fantz. Clitoria tunuhiensis ingår i släktet Clitoria, och familjen ärtväxter. Inga underarter finns listade i Catalogue of Life.